# Рашевский, Сергей Александрович
Серге́й Алекса́ндрович Раше́вский (5 [17] июля 1866, Российская империя — 2 [15] декабря 1904, Порт-Артур, Ta-lien) — офицер инженерных войск русской армии.

## Биография
Сергей Рашевский происходил из старинного дворянского рода.
Окончил Полтавский кадетский корпус и Николаевское инженерное училище в Санкт-Петербурге, поступил на службу в армию. Не принимая участия в боевых действиях к тридцати годам дослужился до подполковника.
В 1890-х годах проходил службу в Двинской крепости. После начала русско-японской войны был отправлен в Порт-Артур, где стал одним из ближайших советников руководителя обороны генерала Р. И. Кондратенко.
Рашевский принимал активное участие в строительстве оборонительных сооружений, руководил минной войной с японцами. По свидетельствам очевидцев, много фотографировал. Так, Рашевский сделал 4 фотографии момента гибели броненосца «Петропавловск».
Сергей Рашевский погиб 2 (15) декабря 1904 года вместе с генералом Р. И. Кондратенко в результате обстрела форта, где они находились, тяжелой артиллерией японцев. По одной из версий, нашедшей отражение, например, в романе А. Н. Степанова «Порт-Артур», обстрел был не случаен, а явился результатом предательства кого-то из сторонников скорейшей сдачи крепости.
После гибели полковника Рашевского был найден его дневник, который он вёл с 26 января по 29 ноября 1904 года, и в котором очень подробно описывалось положение в Порт-Артуре. Вероятно, из опасения новых скандалов и разоблачений среди генералитета дневник был выкуплен у семьи Рашевских военным ведомством и передан в архив в запечатанном виде. Сейчас оригинал дневника хранится в РГВИА. Впервые он был опубликован только в 1954 году со значительными купюрами.

## Семья
Супруга: Поликсена (Полина) Владимировна Шульц, дочь надворного советника (супруга: Зинаида Сверчкова из семьи художника Сверчкова). Сын — Владимир (1892—1967 Париж). Дочери — Наталья (1893—1962 Ленинград) и Зинаида (1896—1963 Париж). Наталья стала актрисой театра и кино, режиссёром,  известным советским театральным педагогом. Зинаида была возлюбленной Великого князя Бориса Владимировича. После революции она вместе с Борисом выехала за границу, где и обвенчались.
Среди праправнуков С. А. Рашевского (по линии дочери Натальи) — французская писательница Татьяна де Роне, чей прапрапрадед со стороны матери, британский специалист по баллистике и взрывчатым веществам Эндрю Нобль с гордостью говорил о том, что все снаряды, позволившие японской армии одержать победу в Цусиме, были произведены его фирмой. Его потомок через сына Владимира — графиня Зина Рачевски, буддийская монахиня.

## Награды
- Медаль в память царствования Императора Александра III (17 марта 1896 года), Орден Святого Станислава 3 степени (6 декабря 1897 г.), Светлобронзовая медаль в память похода в Китай 1900—1901 гг. (11 марта 1902 г.), Орден Святого Георгия 4 степени (23 ноября 1904 г.) — «В воздаяние отличного мужества и храбрости, оказанных в делах против японцев в период бомбардировок и блокады Порт-Артура», Золотое оружие «За храбрость» — «За отличия в делах против японцев» (4 января 1905 г.)